# Åke Sundqvist (politiker)
Lars Åke Sundqvist, född 15 april 1931 i Trehörningsjö församling i Västernorrlands län, död 4 augusti 2009 i Själevads församling i Västernorrlands län, var en svensk politiker (moderat), som var riksdagsledamot 1995–1998.
I riksdagen var han suppleant i justitieutskottet och socialförsäkringsutskottet.